# Otterbourne
Otterbourne – wieś w Anglii, w hrabstwie Hampshire, w dystrykcie Winchester. Leży 7 km na południowy wschód od miasta Winchester i 102 km na południowy zachód od Londynu.